# Hovdyr
Hovdyr (Ungulata) er planteædende pattedyr med hove eller klove. Det var tidligere en betegnelse for en orden af pattedyr. Hovdyr deles nu i uparrettåede og parrettåede hovdyr.

## Billeder
- Det sorte næsehorn tilhører de uparrettåede hovdyr
- Flodhesten tilhører de parrettåede hovdyr
- Rådyret tilhører de parrettåede hovdyr